# Calyptranthes clementis
Calyptranthes clementis är en myrtenväxtart som beskrevs av Nathaniel Lord Britton och Percy Wilson. Calyptranthes clementis ingår i släktet Calyptranthes och familjen myrtenväxter. Inga underarter finns listade i Catalogue of Life.